# 马家乡 (遂宁市)
马家乡，是中华人民共和国四川省遂宁市安居区曾经下辖的一个乡。2019年8月31日，撤销马家乡，将其所属行政区域划归西眉镇管辖。

## 行政区划
马家乡撤销前下辖以下地区：
朝阳社区、方广村、打石山村、明水村、果林村、双碑村、五里沟村、新宁村、四坪村、偏岩村、中心村、双山村和治田村。